# Ocydromus strictus
Ocydromus strictus é uma espécie de insetos coleópteros pertencente à família Carabidae.
A autoridade científica da espécie é Schuler, tendo sido descrita no ano de 1962.
Trata-se de uma espécie presente no território português.